# Cerro Catedral (Uruguay)
Cerro Catedral (též Cerro Cordillera, 514 m n. m.) je kopec v pohoří Sierra Carapé (součást pohoří Cuchilla Grande) v jihovýchodní části Jižní Ameriky. Leží na jihovýchodě Uruguaye v departementu Maldonado na území obce Aiguá. Jedná se o nejvyšší bod Uruguaye. Název je odvozen od tvaru skaliska na vrcholu.

## Fotogalerie

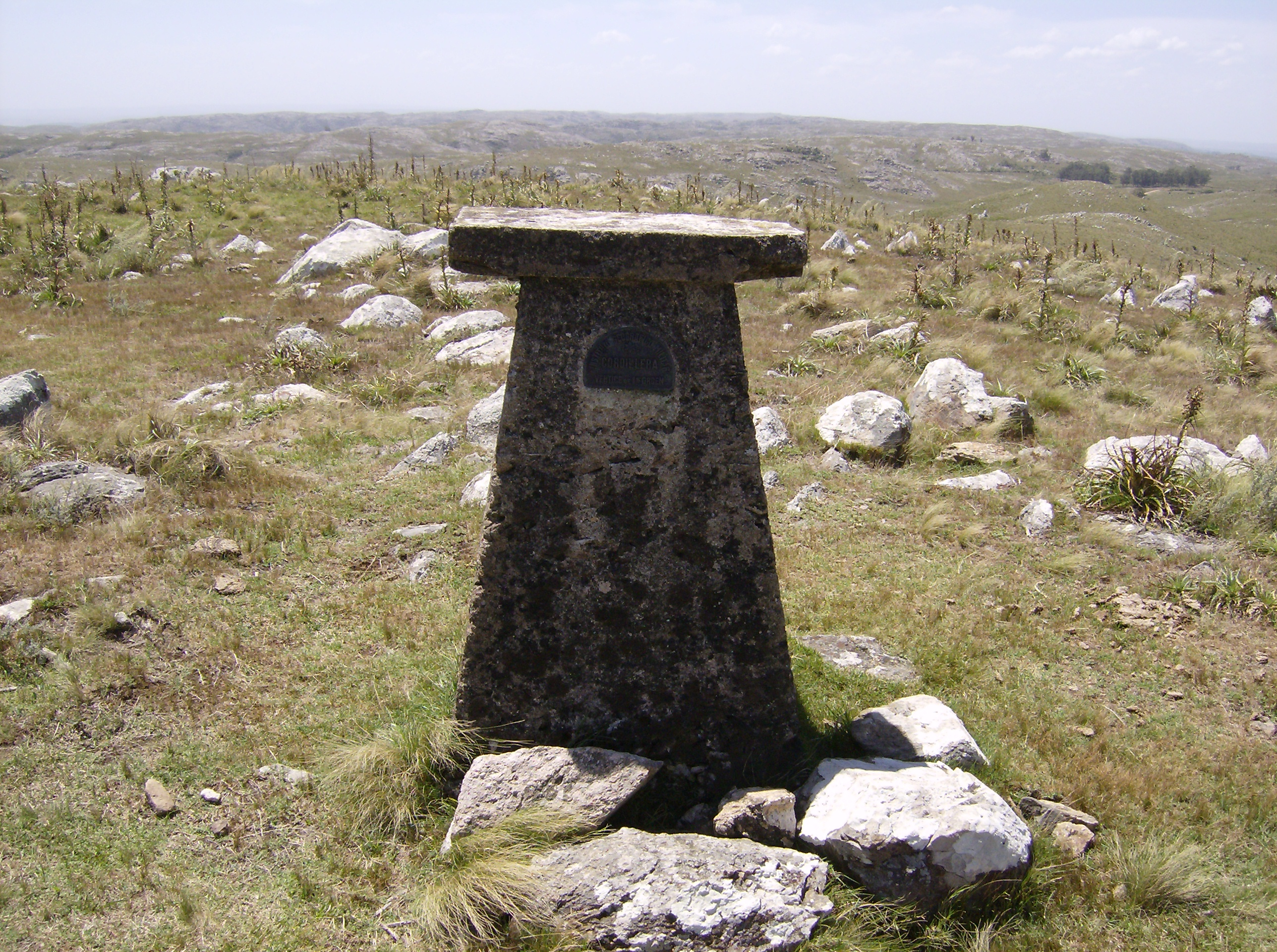
Geodetický bod na vrcholu kopce